# Оборін Степан Ілліч
Оборін Степан Ілліч ( 15 серпня 1892, м. Кувшиново, нині Тверська область, Росія – 16 жовтня 1941 року, Москва ) – радянський воєначальник, генерал-майор (1940). Жертва сталінських репресій. 

## Військова служба
Учасник Першої світової війни. На фронті з 1915 року, служив у артилерії, дослужився до звання молодшого феєрверкера. 
Учасник громадянської війни в Росії. Із 1918 року – у Червоній Армії, командир артилерійської батареї. Після війни пройшов шлях від командира батареї до командира артилерійського полку. Із 1935 року був командиром-розпорядником артилерійських курсів удосконалення командного складу. ￼У 1938 – 1939 роках був начальником артилерії 11-ї стрілецької дивізії. Учасник радянсько-фінської війни, був начальником артилерії 19-го стрілецького корпусу у боях на Карельському перешийку. Дії Оборіна під час війни були високо оцінені, бо за війну він був нагороджений орденом Червоного прапора і отримав військове звання комдива. Із травня 1940 по березень 1941 року командував 136-ю стрілецькою дивізією. Із 11 березня 1941 року – командир 14-го механізованого корпусу 4-ї армії Західного особливого військового округу.

## Німецько-радянська війна
22 червня корпус під командуванням Оборіна потрапив під авіаційний удар противника. Було підірвано склади боєприпасів та пального у Бресті. 23 червня у танковій битві під Пружанами 14-й механізований корпус був розгромлений німецькою 2-ю танковою групою генерала Г. Гудеріана. Причинами поразки були відсутність протитанкової артилерії, невдале розташування частин корпусу перед війною, відсутність снарядів і пального, недоукомплектованість корпусу технікою та особовим складом.

## Арешт і суд
8 липня 1941 року генерал-майор Степан Оборін був заарештований органами НКВС. Генералу інкримінували злочинну халатність та дезертирство з поля бою. 13 серпня 1941 року Військова колегія Верховного суду СРСР засудила Оборіна до розстрілу. Розстріляний 16 жовтня 1941 року. 
Посмертно реабілітований у 1957 році. 

## Військові звання
- Полковник (1935);
- комбриг (5 листопада 1939 року);
- комдив ( 20 квітня 1940 року);
- генерал-майор ( 4 червня 1940 року).

## Нагороди
- Орден Червоного прапора (1940).
- Медаль «XX років РСЧА».